# Neminem captivabimus nisi iure victum
Neminem captivabimus nisi iure victum (лат. жодного нє ув'язнимо без судового вироку) — принцип, що гарантував у I Річі Посполитій особисту недоторканість шляхти, гарантуючи неможливість бути ув'язненим без судового вироку.
Цей принцип спочатку був сформульований в привілеях Ягайло, виданим в Бжесцю-Куявським 25 квітня 1425 року, однак він не увійшов у життя. Уведено в дію єдлінським привілеєм від 4 березня 1430 року та краковським з 9 січня 1433 року.